# Fianoniella bituberculata
Fianoniella bituberculata är en stekelart som först beskrevs av Otto Schmiedeknecht 1905.  Fianoniella bituberculata ingår i släktet Fianoniella och familjen brokparasitsteklar. Inga underarter finns listade i Catalogue of Life.